# Tersløse Omfartsvej
|  | Denne artikel beskriver en fremtidig begivenhed Denne artikel eller sektion handler om planlagt eller forventet fremtidig begivenhed. Der kan forekomme spekulativ information, og indholdet kan ændres dramatisk når begivenheden nærmer sig og mere information bliver tilgængelig. |

Tersløse Omfartsvej er en kommende omfartsvej der vil gå øst om Tersløse der ligger for syd Dianalund.
Omfartsvejen skal være med til at få reduceret trafikken der går igennem Tersløse, så byen ikke bliver belastet af for meget trafik. Derudover skal vejen give en hurtigere forbindelse fra Dianalund til Vestmotorvejen og Sorø.
Omfartsvejen bliver ca. 2 km lang og går fra Tersløsevej i syd til Pilegårdsvej og Holbergsvej i nord.
Vejen starter i Tersløsevej (sekundærrute 219) og forsætter øst om Tersløse, den passer Kammergavevej og den kommende forlængelse af Per Degns Vej. Vejen ender i Holbergsvej hvor der er forbindelse mod Dianalund.